# 立場駅
立場駅（たてばえき）は、神奈川県横浜市泉区中田西一丁目にある、横浜市営地下鉄ブルーライン（1号線）の駅である。駅番号はB03。

## 概要

Louis Fransen「JOY OF LIFE」（1999年7月）

横浜市泉区の交通の要衝である神奈川県道22号横浜伊勢原線（長後街道）と神奈川県道402号阿久和鎌倉線（かまくら道）が交差する立場交差点に位置している。地下鉄開業前は、この場所に神奈川中央交通戸塚営業所があり、跡地は立場駅駅舎・立場ターミナル・イトーヨーカドー立場店になっている。
駅舎のデザインは、「交通の結節点として躍動感のある、地域を核としてにぎわいをもった駅」を基本とし、「いきいきとした活動する街を演出する開放性のある駅」をテーマに、自然環境と調和する水・緑・土の色を基本色にしている。規則的に配置された円形の柱、曲面のひさしにより柔らかさとゲート性を持たせ、シンプルで格調高い外観を表現している。またコンコースは、改札付近の天井を折り上げることにより高さを感じさせる空間を確保し、柱は樹木の幹を、床のタイルは方形の模様貼りとして、躍動感のある空間を表現している。プラットフォームは、圧迫感を緩和させるために中央部を高い屋形船形状にし、照明の反射効果を用いて明るい空間に見えるように設計されている。また改札内には、陶板を用いたパブリックアート「JOY OF LIFE」（Louis Fransen）が設置されている。

## 歴史
- 1999年（平成11年）8月29日 - 開業[2][3]。
- 2004年（平成16年）12月1日 - 京王設備サービスによる業務委託駅となる[6][7][8]。
- 2007年（平成19年）9月1日 - ホームドアの使用開始。
- 2012年（平成24年）5月1日 - docomo Wi-Fiによる、公衆無線LANサービス開始。
- 2015年（平成27年）7月18日 - ダイヤ改正により運転を開始した快速の停車駅に設定される（戸塚駅から湘南台方面は各駅に停車）。

### 駅名の由来
長後街道に古くから立場（休憩所）があったことから採ったもの。

## 駅構造
島式ホーム1面2線を有する地下駅。地下駅であるが、地上には比較的大きな駅舎がある。改札口は1箇所のみだが、長後街道側とバスターミナル・かまくらみち側とでL字型に券売機と改札機を設置している。プラットホームは地下2Fにある。エレベーターは地上階から地下2階のプラットホームに続く一機がある。

### のりば
| 番線 | 路線         | 行先         |
| ---- | ------------ | ------------ |
| 1    | ブルーライン | 湘南台方面   |
| 2    | ブルーライン | あざみ野方面 |

- 上表の路線名は旅客案内上の名称（愛称）で記載している。

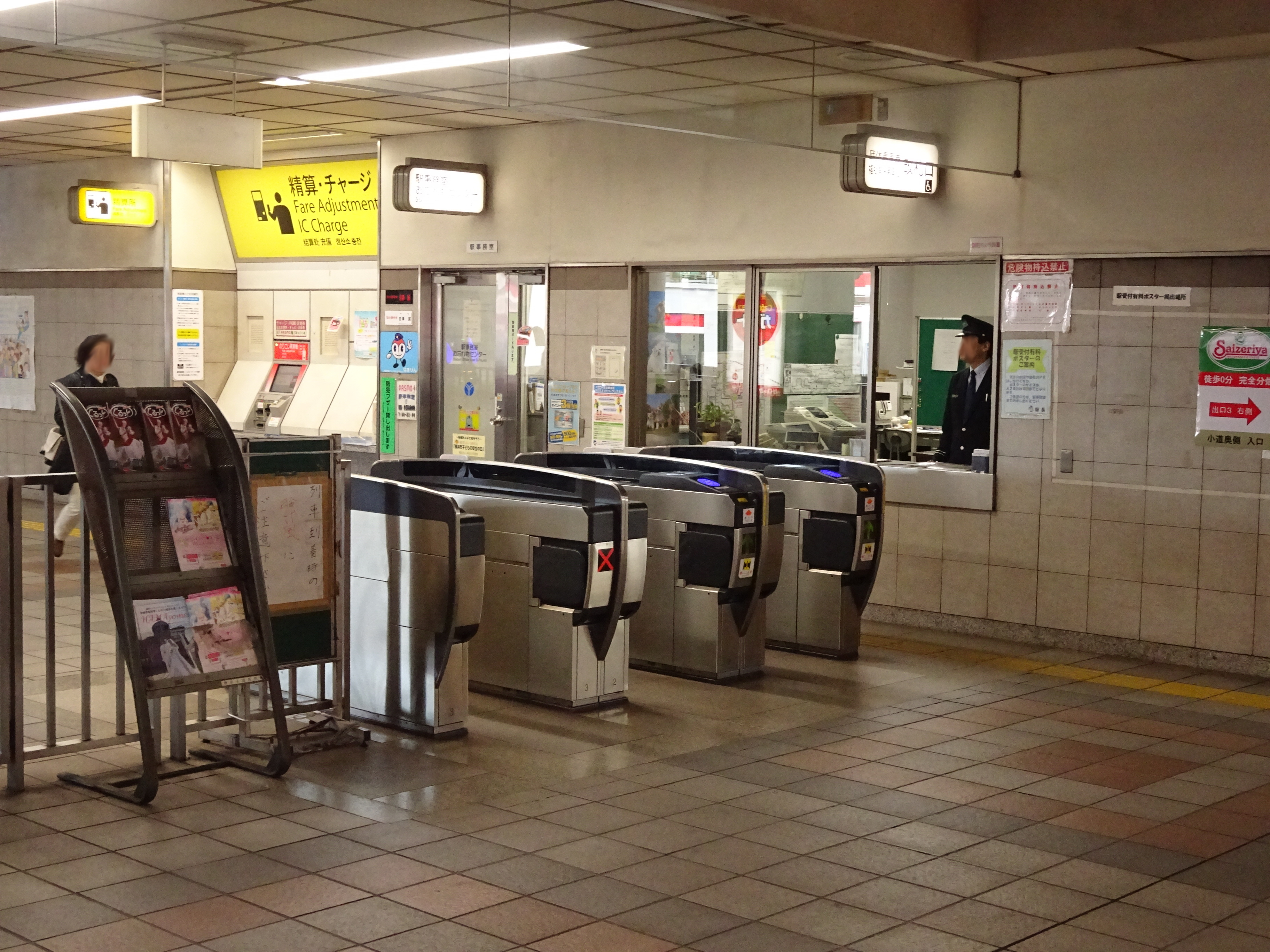
改札口
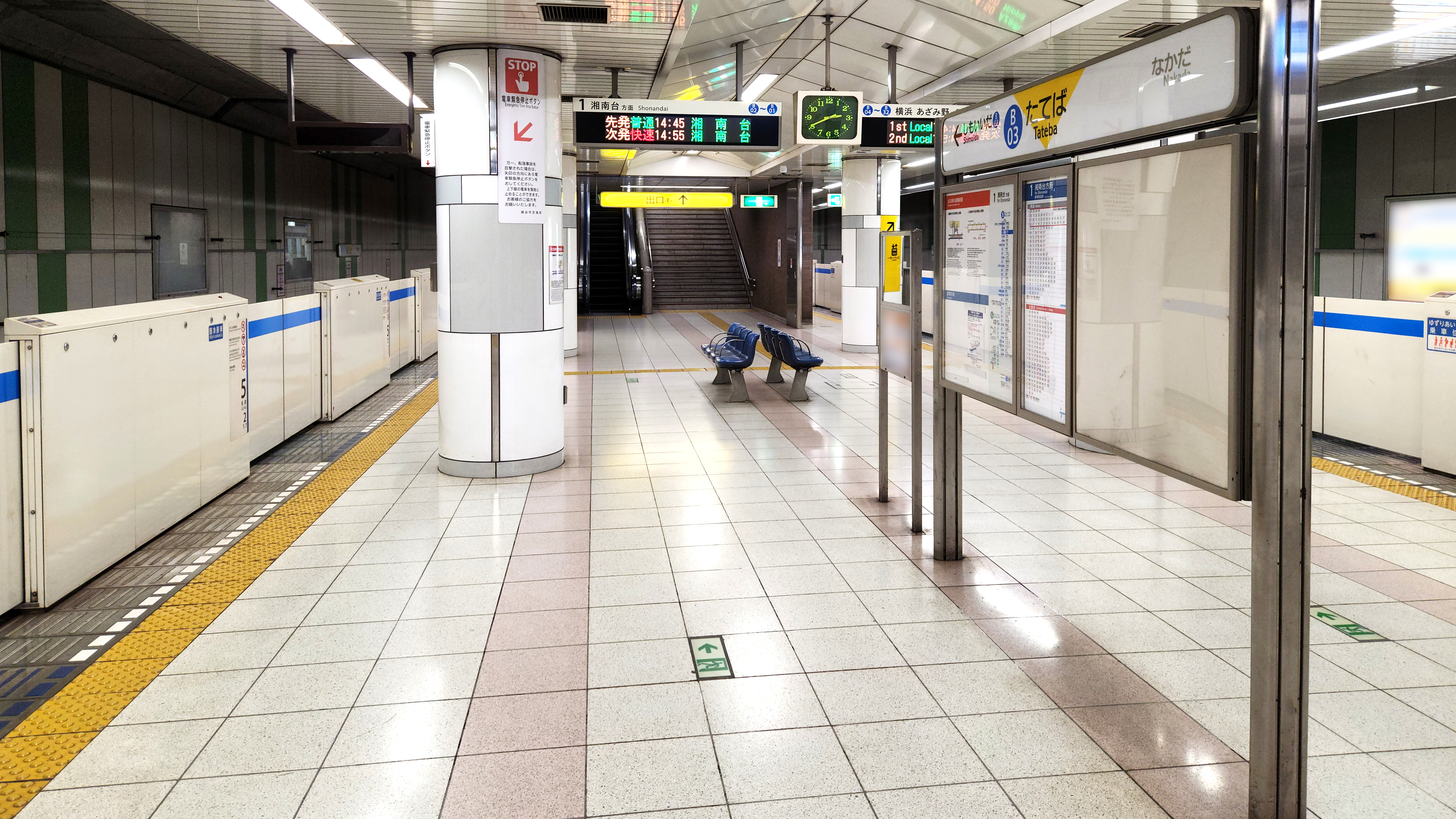
ホーム

## 利用状況

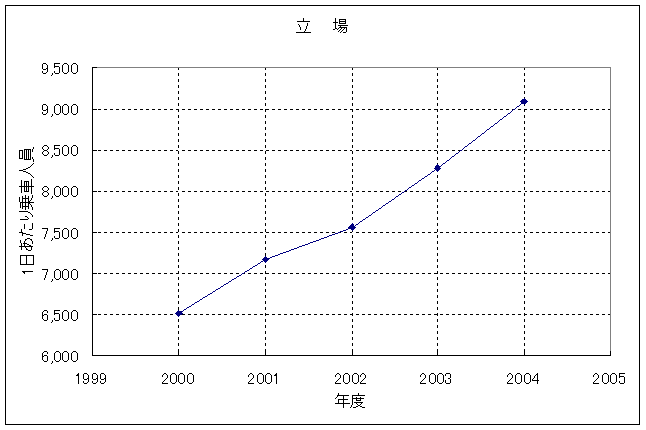
1日あたり乗車人員の推移

2023年（令和5年）度の1日平均乗降人員は20,077人（乗車人員：9,945人、降車人員：10,132人）である。
開業以来年の1日平均乗降・乗車人員推移は下記の通り。
| 年度               | 1日平均 乗降人員 | 1日平均 乗車人員 | 出典     |
| ------------------ | ---------------- | ---------------- | -------- |
| 1999年（平成11年） | 6,748            | 3,444            | [ * 1 ]  |
| 2000年（平成12年） | 12,814           | 6,507            | [ * 1 ]  |
| 2001年（平成13年） | 14,174           | 7,171            | [ * 2 ]  |
| 2002年（平成14年） | 14,883           | 7,570            | [ * 3 ]  |
| 2003年（平成15年） | 16,017           | 8,356            | [ * 4 ]  |
| 2004年（平成16年） | 17,676           | 9,090            | [ * 5 ]  |
| 2005年（平成17年） | 18,771           | 9,539            | [ * 6 ]  |
| 2006年（平成18年） | 19,472           | 9,904            | [ * 7 ]  |
| 2007年（平成19年） | 20,076           | 10,003           | [ * 8 ]  |
| 2008年（平成20年） | 19,964           | 9,922            | [ * 9 ]  |
| 2009年（平成21年） | 20,867           | 10,364           | [ * 10 ] |
| 2010年（平成22年） | 21,035           | 10,456           | [ * 11 ] |
| 2011年（平成23年） | 21,133           | 10,505           | [ * 12 ] |
| 2012年（平成24年） | 21,186           | 10,530           | [ * 13 ] |
| 2013年（平成25年） | 22,247           | 11,065           | [ * 14 ] |
| 2014年（平成26年） | 21,631           | 10,744           | [ * 15 ] |
| 2015年（平成27年） | 22,307           | 11,079           | [ * 16 ] |
| 2016年（平成28年） | 22,721           | 11,276           | [ * 17 ] |
| 2017年（平成29年） | 22,522           | 11,179           | [ * 18 ] |
| 2018年（平成30年） | 23,757           | 11,787           | [ * 19 ] |
| 2019年（令和元年） | 22,585           | 11,209           | [ * 20 ] |
| 2020年（令和02年） | 18,217           | 9,059            |          |
| 2021年（令和03年） | 19,354           | 9,612            |          |
| 2022年（令和04年） | 19,661           | 9,746            |          |
| 2023年（令和05年） | 20,077           | 9,945            |          |

備考
1. ↑  1999年8月29日開業。

## 駅周辺

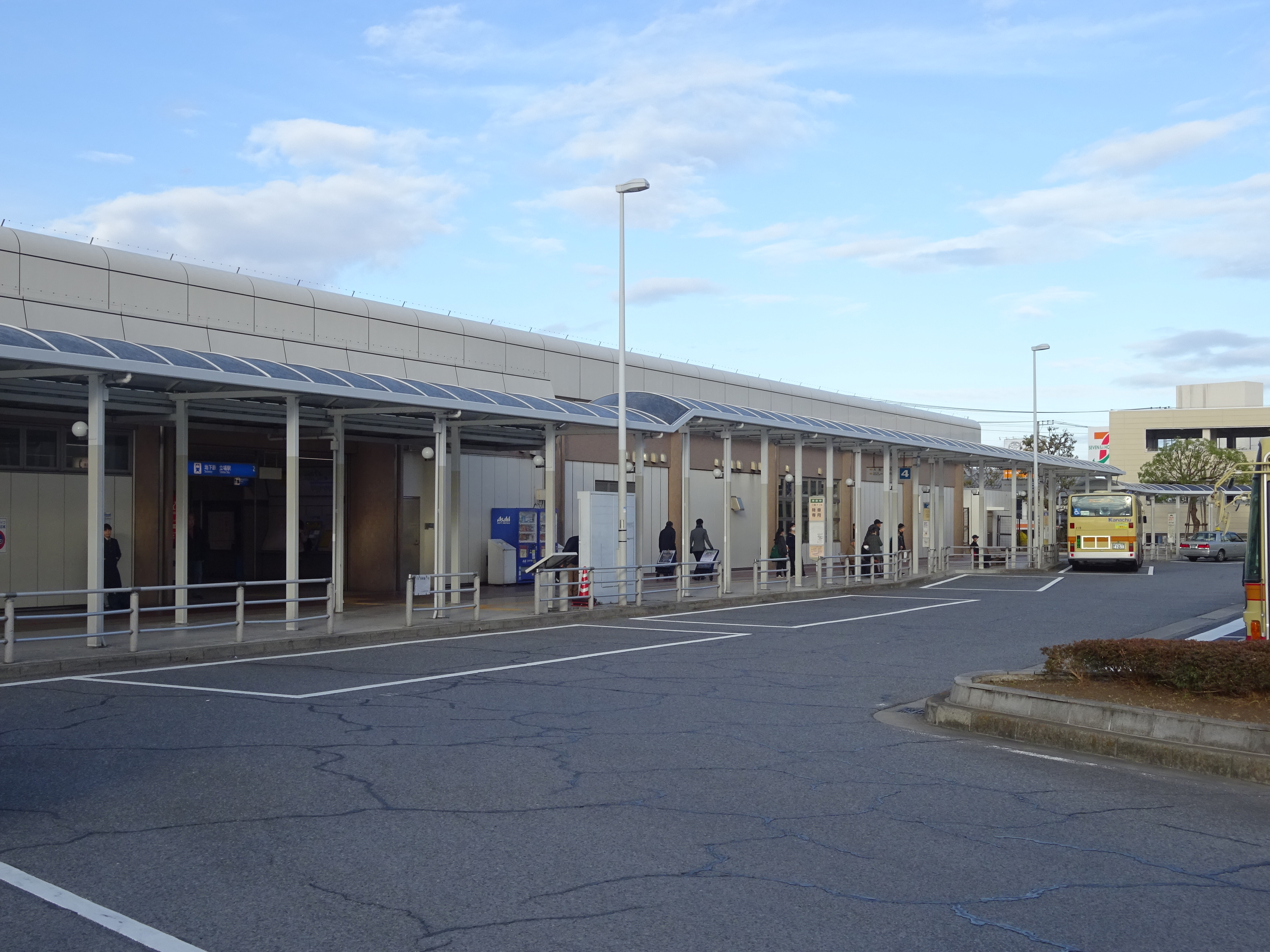
2番出入口とバスターミナル（2016年2月）

長後街道とかまくらみちの交差点に駅があり、南口は神奈中のバスターミナルになっている。駅周辺の街道沿いに郊外型の店舗が、駅横のイトーヨーカドー立場店内に都市型の専門店が商圏を連ねる。
- 横浜市立伊勢山小学校
- 横浜市立中田小学校
- 横浜市立中和田小学校
- 横浜市立和泉小学校
- 横浜市立中田中学校
- 横浜市立中和田中学校
- 横浜市立泉が丘中学校
- 横浜泉郵便局
- 横浜銀行
- 横浜信用金庫
- 横浜市南西部夜間急病センター（内科・小児科）
- 横浜市泉区休日急患診療所
- 立場地区センター[14]
- イトーヨーカドー立場店
  - アカチャンホンポ立場イトーヨーカドー店
  - バスキン・ロビンス
  - ポッポ立場店
  - 横浜銀行イトーヨーカドー立場店

## バス路線
最寄り停留所は、駅南側のロータリにある立場ターミナルと、駅北側を通っている長後街道とかまくらみちにある立場駅である。
現在の立場ターミナルがあるロータリ付近に神奈川中央交通戸塚営業所が存在したが、地下鉄開通とほぼ同時期に泉区上飯田町へ移転した。このとき、バス停の分離改称が行われ、それまで立場停留所となっていたのが、ターミナルにある立場ターミナルと、長後街道・かまくらみち上の立場駅となった。
立場駅
- 1番出入口前
  - 神奈川中央交通
    - 戸61 - 上飯田車庫行（いちょう団地経由）
    - 戸64 - いちょう団地行
- 戸塚バスセンター方面
  - 神奈川中央交通
    - 戸61・戸64 - 戸塚バスセンター行
- いずみ野駅方面
  - 神奈川中央交通
    - い10 - 上飯田車庫行
    - い12 - 下瀬谷行
    - 立01 - 瀬谷駅行
- 立場交差点北側
  - 神奈川中央交通
    - 立01・い10・い12 - 立場ターミナル行

立場ターミナル
- 1番乗り場
  - 神奈川中央交通
    - 立02 - 上飯田車庫行（いずみ中央駅経由）
    - 長54 - 長後駅行（飯田経由）
- 2番乗り場
  - 神奈川中央交通
    - い10 - 上飯田車庫行（いずみ野駅経由）
    - い12 - 下瀬谷行（いずみ野駅経由） ※平日朝2本及び夜のみ
    - 立01 - 瀬谷駅行（いずみ野駅経由）
- 3番乗り場
  - 神奈川中央交通
    - 湘07 - 湘南台駅東口行（下飯田経由）
- 4番乗り場
  - 神奈川中央交通
    - 船21 - 大船駅西口行（俣野公園・横浜薬大非経由） ※平日朝夕及び土休日早朝1本のみ
    - 船22 - 大船駅西口行（俣野公園・横浜薬大経由）
- 5番乗り場
  - 神奈川中央交通
    - 戸60 - 戸塚バスセンター行（汲沢経由）

上記のほか、タクシー乗り場と専用降車場がある。

## 隣の駅
横浜市営地下鉄
 ブルーライン（1号線）
■快速・■普通
下飯田駅 (B02) - 立場駅 (B03) - 中田駅 (B04)